# Tom Lehman
Thomas Edward Lehman, detto Tom (Austin, 7 marzo 1959), è un golfista statunitense.
Ha vinto il British Open nel 1993 e ha fatto parte della squadra vincitrice di Ryder Cup nel 1999.
Complessivamente in carriera si è imposto in 22 tornei professionistici.

## Vittorie professionali (35)

### PGA Tour vittorie (5)
| Legenda                |
| Tornei Major (1)       |
| Tour Championships (1) |
| Altro PGA Tour (3)     |

| No. | Data             | Torneo                       | Punteggio di vittoria | To par | Margine | Secondo/i                     |
| --- | ---------------- | ---------------------------- | --------------------- | ------ | ------- | ----------------------------- |
| 1   | 22 maggio, 1994  | Memorial Tournament          | 67-67-67-67=268       | −20    | 5 colpi | Greg Norman                   |
| 2   | 28 maggio, 1995  | Colonial National Invitation | 67-68-68-68=271       | −9     | 1 colpo | Craig Parry                   |
| 3   | 21 luglio, 1996  | The Open Championship        | 67-67-64-73=271       | −13    | 2 colpi | Ernie Els, Mark McCumber      |
| 4   | 28 ottobre, 1996 | The Tour Championship        | 66-67-64-71=268       | −12    | 6 colpi | Brad Faxon                    |
| 5   | 30 gennaio, 2000 | Phoenix Open                 | 63-67-73-67=270       | −14    | 1 colpo | Robert Allenby, Rocco Mediate |

### European Tour vittorie (2)
| Legenda                 |
| Tornei Major (1)        |
| Altri European Tour (1) |

| No. | Data            | Torneo                                    | Punteggio di vittoria | To par | Margine | Secondo/i                |
| --- | --------------- | ----------------------------------------- | --------------------- | ------ | ------- | ------------------------ |
| 1   | 21 luglio, 1996 | The Open Championship                     | 67-67-64-73=271       | −13    | 2 colpi | Ernie Els, Mark McCumber |
| 2   | 12 luglio, 1997 | Gulfstream Loch Lomond World Invitational | 65-66-67-67=265       | −19    | 4 colpi | Ernie Els                |

## Tornei Major

### Vittorie (1)
| Anno | Campionato            | 54 buche     | Punteggio di vittoria | Margine | Secondo/i                |
| ---- | --------------------- | ------------ | --------------------- | ------- | ------------------------ |
| 1996 | The Open Championship | 6 colpi lead | −13 (67-67-64-73=271) | 2 colpi | Ernie Els, Mark McCumber |